# (15485) 1999 CY53
A (15485) 1999 CY53 a Naprendszer kisbolygóövében található aszteroida. A LINEAR projekt keretében fedezték fel 1999. február 10-én.